# Vocal media posterior no redondeada
La vocal media posterior no redondeada es un tipo de sonido vocal que se utiliza en algunos idiomas hablados. Aunque no hay ningún símbolo específico en el Alfabeto Fonético Internacional que la represente entre la media cerrada [ɤ] y la media abierta [ʌ] porque ningún lenguaje es conocido para distinguir los tres, ⟨ɤ⟩ se utiliza normalmente. Si se desea una mayor precisión, se pueden utilizar los signos diacríticos, como ⟨ɤ̞⟩ o ⟨ʌ̝⟩.

## Características
- Su abertura es intermedia, lo que significa que la lengua se sitúa entre una vocal semicerrada y una vocal semiabierta.
- Su localización vocálica es posterior, lo que significa que la lengua se sitúa al fondo posible de la boca, pero sin llegar a una constricción que lo califique como una consonante.
- Consiste de una vocal no redondeada, esto es, que los labios no se abocinan para articularla.

## Ocurrencia
| Idioma     | Idioma               | Palabra | IPA      | Sentido     | Notas |
| ---------- | -------------------- | ------- | -------- | ----------- | --- |
| Búlgaro    | Búlgaro              | път     | [pɤ̞t̪]    | 'sendero'   | Típicamente transcrito en IPA con ⟨ɤ⟩. |
| chino      | Shanghainés          | 渠      | [kɤ̞¹]    | 'abandono'  | Tiende a ser diptongoizado a [ɤ̞ɯ̞] por hablantes más jóvenes. |
| danés      | Estándar             | læger   | [ˈleːɤ̞]  | 'doctores'  | Una de las posibles realizaciones de las secuencias /ər, rə, rər/. Típicamente transcrito en IPA con ⟨ɐ⟩.                                                                             |
| inglés     | Cardiff              | pl ú s  | [pl̥ʌ̝s]   | 'más'       | Puede ser [ ə ], [ ɜ ], [ ɜ̟ ] o [ ë̞ ], en cambio. Corresponde a [ ʌ ] en otros dialectos. Típicamente transcrito en IPA con ⟨ʌ⟩                                                       |
| inglés     | Norfolk              | pl ú s  | [pl̥ʌ̝s]   | 'más'       | Corresponde a [ ʌ ] en otros dialectos. Típicamente transcrito en IPA con ⟨ʌ⟩ Ver fonología inglesa                                                                                   |
| inglés     | Filadelfia           | pl ú s  | [pɫ̥ʌ̝s]   | 'más'       | En su lugar, puede ser medio abierto [ ʌ ] /uː/ ( [ ɯ̽ ] ) bajado y sin redondear. Corresponde a [ ʌ ] en otros dialectos. Típicamente transcrito en IPA con ⟨ʌ⟩ Ver fonología inglesa |
| Gayo       | Gayo                 | kule    | [kuˈlɤ̞ː] | 'tigre'     | Uno de los posibles alófonos de /ə/. |
| alemán     | Dialecto de Chemnitz | Schirm  | [ʃʌ̝ˤːm]  | 'sombrilla' | Faringealizado; puede ser un diptongo de apertura [ɪːɒ̯], en cambio. |
| Ibibio     | Ibibio               | [dʌ̝k˦]  | [dʌ̝k˦]   | 'ingresar'  | Típicamente transcrito en IPA con ⟨ʌ⟩. |
| vietnamita | Hanói                | tờ      | [t̻ɤ̞˧˨]   | 'hoja'      | Realización de /ɤ/ (también transcrito en IPA con ⟨ə⟩ de acuerdo con Kirby (2011). |